# جولیان استارک
جولیان استارک (انگلیسی: Julian Stark؛ زادهٔ ۸ مارس ۲۰۰۱) بازیکن فوتبال اهل آلمان است.